# Kimura (grepp)

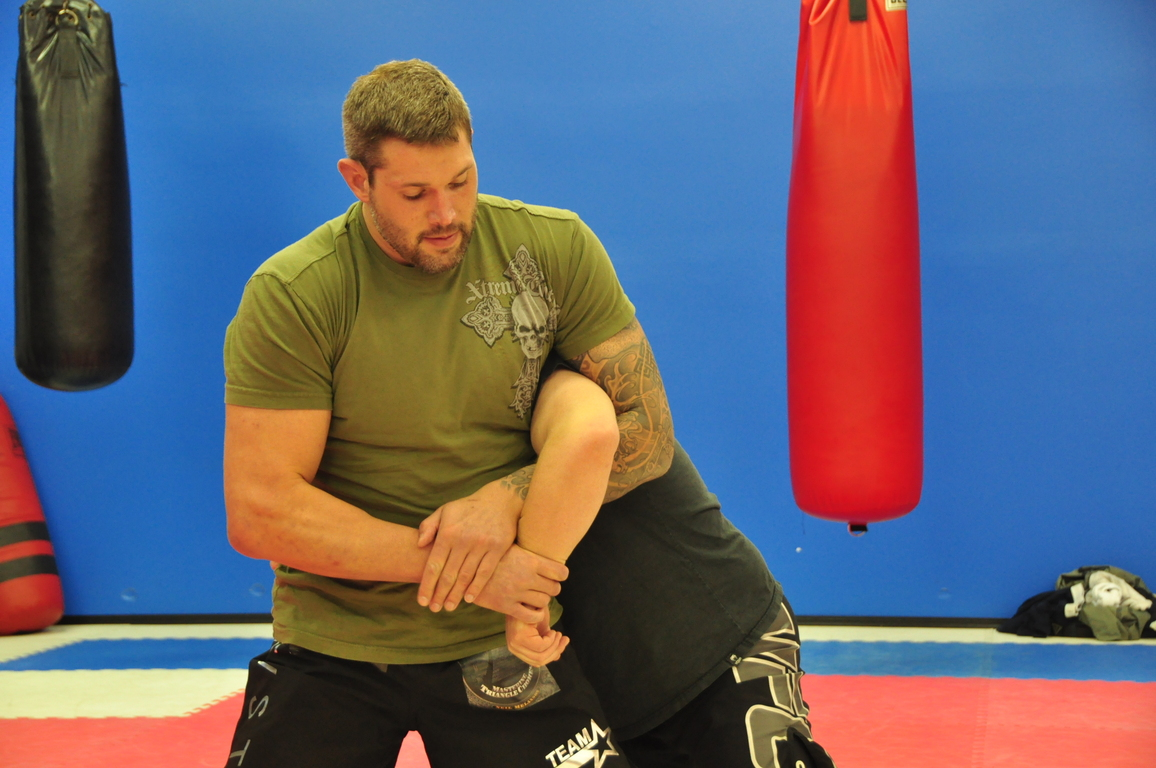
Kimura

Kimura (japanska: Gyaku ude-garami) är ett vridande armlås som är vanligt i jujutsu, submission wrestling, MMA och andra kampsporter. Namnet Kimura är hämtat ifrån judoutövaren Masahiko Kimura som framgångsrikt använde denna form av lås under matcher. Det utförs främst från sidemount eller guard men kan även användas från stående. Låset börjar med att man låser motståndarens ena arm med så kallad figure four-fattning varefter armen vrids bakom ryggen så att axeln blir belastad. Låset har stora likheter med det som i folkmun kallas polisgreppet.